# حروب السلالة السلوقية
حروب السلالة السلوقية هي سلسلة من حروب الخلافة التي دارت بين فروع متنافسة من الأسرة المالكة السلوقية للسيطرة على الإمبراطورية السلوقية. بدأت هذه الحروب نتيجة لأزمات خلافة متعددة نشأت خلال حكم سلوقس الرابع فيلوباتور، وشقيقه أنطيوخوس الرابع إبيفانيس في سبعينيات وستينيات القرن الأخير قبل الميلاد، ومثلت هذه الحروب السنوات الأخيرة للإمبراطورية، وكانت سببًا رئيسيًا في تراجعها باعتبارها قوة كبرى في الشرق الأدنى والعالم الهلنستي. انتهت الحرب الأخيرة بسقوط المملكة وضمها إلى الجمهورية الرومانية عام 63 قبل الميلاد.

## سرد تاريخي
بدأت الحروب الأهلية التي ميزت السنوات الأخيرة من عمر الإمبراطورية السلوقية بهزيمة أنطيوخوس الثالث الكبير في الحرب الرومانية السلوقية، التي فرضت شروط سلام تضمنت احتجاز أحد أفراد الأسرة المالكة السلوقية رهينة في روما. وفي البداية، احتُجز أنطيوخوس الرابع إبيفانيس المستقبلي، ولكن مع تولي شقيقه سلوقس الرابع فيلوباتور الحكم عام 187 قبل الميلاد، وخرقه الواضح لمعاهدة أفاميا مع روما، اضطر سلوقس إلى استدعاء أنطيوخوس إلى سوريا واستبدل به ابنه الذي عُرف مستقبلًا باسم ديميتريوس الأول سوتر، عام 178 قبل الميلاد.

### حكم أنطيوخوس الخامس
عندما اغتال الوزير هيليودوروس الحاكم سلوقس في محاولة انقلاب عام 175 قبل الميلاد، كان الوريث الشرعي محتجزًا رهينة في روما. وبما أن ديميتريوس كان بعيدًا عن وطنه وغير قادر على المطالبة بالمملكة، غادر عمه أنطيوخوس أثينا، حيث كان مكث لعدة سنوات، وطالب بالحكم لنفسه. حكم أنطيوخوس الإمبراطورية من 175 حتى وفاته أثناء حملة في الشرق عام 164 قبل الميلاد، وقد كان حاكمًا قويًا ونشيطًا، وترك وريثًا ولكنه كان أصغر من أن يتولى العرش. عيّن أنطيوخوس قبل أن ينطلق في حملته الشرقية، المدعو ليسياس وصيًا في الغرب ومكلفًا برعاية ابنه أنطيوخوس الخامس يوباتور. تصدى ليسياس وزملاؤه لمنافسهم على الوصاية، وهو فيليب «صديق» الملك السابق، الذي سافر شرقًا معه، وحاول فرض السيطرة على اليهود بقيادة يهوذا المكابي. في هذه الأثناء، كان ديميتريوس في روما يتوق إلى العودة إلى المملكة، لكن روما فضّلت حكمًا ضعيفًا من مجلس وصاية يُعتبر فاسدًا مع ملك صبي على حاكم حازم ونشيط قد يحاول استعادة السيطرة السلوقية في الشرق.

### تولي ديمتريوس الأول العرش
استطاع ديمتريوس في النهاية أن يهرب من روما وعاد إلى سوريا عبر طرابلس، حيث رسخ مكانته بسرعة وتُوج ملكًا دون قتال يُذكر، إذ تدفق الجيش والشعب لدعمه. أمر ديمتريوس بإعدام ابن عمه الصبي أنطيوخوس الخامس ووصيه ليسياس قبل إحضارهما إليه من أنطاكية. لكنه كان حاكمًا مخيبًا للآمال، إذ لم يحب الشعب السوري وابتعد عن رعاياه، مما أثار استياءً كبيرًا. بالإضافة إلى ذلك، حاول إعادة ترسيخ الإمبراطورية السلوقية على أنها قوة عظمى، وشرع في عدة مغامرات خارجية كارثية، أدت في النهاية إلى رغبة الحكام المجاورين في زعزعة حكمه أو حتى التخلص منه. تآمر حكام مصر وكبادوكيا وبرغامون، إلى جانب آخرين مثل هيرقليدس الوزير المالي السابق لأنطيوخوس الرابع، للإطاحة بديمتريوس.

### المدعي ألكسندر بالاس
اقترح هيرقليدس مرشحًا محتملًا لعرش السلوقيين، وهو الابن المزعوم لأنطيوخوس الرابع وشقيق أنطيوخوس الخامس، ألكسندر بالاس. ورغم أنه من غير المؤكد ما إذا كان فعلًا ابن أنطيوخوس الرابع إبيفانيس أم لا، فإن هذا لم يُشكل أهمية تُذكر بالنسبة لحاكم بيرغامون - سواء كان يومينس الثاني أو وريثه أتالوس الثاني فيلادلفوس، بحسب اختلاف المصادر- والذي تولى إجراء المقابلة الأولية معه. وبعد أن اعترف به الملوك المتآمرون بوصفه الوريث الشرعي للعرش السلوقي، أُرسل ألكسندر إلى مرتفعات قيليقية تحت مراقبة الزعيم القيليقي زينوفانيس.
وبينما كان يبني سمعته ويجمع قواته، أُرسل سريعًا مع هيرقليدس إلى روما، حيث قبلوه ملكًا حقيقيًا ومنحوه دعمهم العلني، رغم غياب أي مساعدة مادية حقيقية. وعند عودته إلى الشرق، بدأ ألكسندر بالاس مع سفنه ومرتزقته والمساعدين، الذين قدمهم بطليموس السادس فيلوميتور وبرغامون، تمرده ضد ديميتريوس سوتر. وفي 152 قبل الميلاد، نزل في بطليميس ليبدأ سعيه للسلطة. اختيرت بطليميس (عكا حاليًا) على الأرجح لقربها من مصر البطلمية والدعم المتوقع من بطليموس السادس.

## ألكسندر بالاس وهيمنة البطالمة (152–145 قبل الميلاد)
بعد استقرار ألكسندر في الجنوب في بطليميس، حاول ديميتريوس إقناع اليهود تحت قيادة يوناتان المكابي بخدمة العرش السلوقي ومساعدته في هزيمة ألكسندر. لكن ألكسندر أرسل أيضًا رسالة إلى جوناثان، ووعده بصلاحيات أكبر وعيّنه كاهنًا أعظمًا لليهود.

### ألكسندر ضد ديميتريوس الأول
في هذه المرحلة، كان ديميتريوس مهددًا من الشمال من قبل برغامون والقوات المؤيدة لألكسندر تحت قيادة زينوفانيس في قيليقية، ومن الجنوب من قبا ألكسندر نفسه وبطليموس السادس. ومع ذلك، بدا أن الجيشين متساويان تقريبًا، مما أدى إلى حالة جمود. لكن في 151/150 قبل الميلاد، بدأ ألكسندر بزيادة سيطرته على الساحل الفينيقي، مستوليًا على صور وصيدا وبيروت، ربما بدعم بحري من الأسطول السلوقي المتمركز في بطليميس (عكا) ومن بطليموس. وبحلول ذلك الوقت، كان ألكسندر قويًا عسكريًا بما يكفي للزحف شمالًا لمواجهة ديميتريوس بشكل ملائم، معززًا بمزيد من المرتزقة ومنشقين من صفوف ديميتريوس. أدت مسيرة ألكسندر شمالًا في 150 قبل الميلاد إلى مواجهتين مع جيش ديميتريوس، كانت الأولى انتصارًا لديميتريوس. ومع ذلك، حقق ألكسندر نصرًا حاسمًا خارج أنطاكية في 150 قبل الميلاد. تمكنت ميسرة جيش ديميتريوس من اختراق ميمنة جيش الإسكندر، وتقدمت بما يكفي لنهب معسكر العدو، لكن في الناحية الأخرى هزمت ميسرة جيش ألكسندر ميمنة جيش ديميتريوس. أثناء قتاله مع ميمنة جيشه، علق ديميتريوس في أرض مستنقع موحلة وسقط عن حصانه. استمر في القتال راجلًا، لكنه حوصر وقتل على يد عدد كبير من جنود العدو.

### أبناء ديميتريوس يردون الصاع صاعين
بوفاة ديميتريوس، أصبح ألكسندر ملكًا بلا منازع على مملكة السلوقيين. لكنه واجه مشكلة رئيسية واحدة، أبناء ديميتريوس. رغم صغر سنهم، أُرسل كل من ديميتريوس الثاني نيكاتور وأنطيوخوس السابع سيديتس بأمر من والدهما إلى الخارج، خوفًا من مقتلهم باعتبارهم منافسين على العرش، وأملًا في أن يشكلوا نقطة تجمع للموالين للفرع الشرعي من العائلة الملكية. توجه ديميتريوس إلى كريت لتجنيد جيش مرتزقة من كريت والجزر اليونانية تحت قيادة القائد لاثينيس. وخلال عامين، جمعوا قوة كافية لبدء حملتهم. بحلول عام 148/147 قبل الميلاد، كان لاثينيس وديميتريوس على أهبة الاستعداد لبدء محاولتهما لاستعادة المملكة. كان ديميتريوس لا يزال صغيرًا جدًا، في نحو الرابعة عشرة من عمره، لذا تولى لاثينيس في الواقع قيادة الحملة. نزلوا في قيليقية، من أجل توفير خط انسحاب جيد في حال فشل الحملة. وأُرسل شقيق ديميتريوس الأصغر، أنطيوخوس، إلى مدينة سيدي في بمفيليا، ربما لتزويد قوات ديميتريوس بمطالب آخر بالسلطة في حال أسر ديميتريوس أو مقتله.
انتقل ألكسندر، المتمركز بشكل أساسي في بطليميس، لقربها من حليفه بطليموس السادس فيلوميتور، شمالًا إلى أنطاكية لمواجهة الغزو الديمتري، لكنه وجد السكان ساخطين وغاضبين. أثبت ألكسندر، على الرغم من شعبيته في البداية، عدم كفاءته في حكم المملكة وأمضى قدرًا كبيرًا من حكمه في السعي وراء المتعة. ما إن أدار الإسكندر ظهره للتصدي للغزو القادم من الشمال، حتى انشق حاكمه في سوريا الجوفاء، أبولونيوس تاوس، على الفور إلى صف ديمتريوس، مدعومًا بتأييد المدن الفلستينية الهلنستية. ناشد ألكسندر حليفه اليهودي، يوناتان أفوس، بأن يتدخل ضد أبولونيوس، وهو ما فعله بحشد جيشه ومحاصرة يافا ثم هزيمة أبولونيوس هزيمة حاسمة بالقرب من مدينة أسدود. وفي وقت لاحق، نهب يوناتان المدينة ومعبد داغون. فلما سمع ألكسندر بالنصر، كافأ يوناتان بالسيادة على مدينة عكارون (عقرون).
وعلى الرغم من حالة الجمود التي سادت بينه وبين ديمتريوس، ورغم تفوقه الواضح بفضل انضمام القوات اليهودية إلى صفه، تردد ألكسندر في جلبهم إلى الشمال، فقد كانت لليهود سمعة سيئة بسبب عدائهم للثقافة الهلنستية، لا سيما لطردهم غير اليهود وما شابه. وقد بدا أن مثل هذه القوات قد تتحول إلى عبء عليه، لذلك أبقى جوناثان في الجنوب، حيث يمكنه مواجهة المعاقل الموالية لديمتريوس في فلسطين - غزة وعسقلان وأشدود وبطليميس. كان كلا الجيشين في هذه المرحلة متكافئين، مما تسبب في حالة من الجمود. كان جيش ديميتريوس بقيادة لاثينيس محترفًا وموثوقًا به، وتألف بشكل أساسي من المرتزقة، لكنه كان صغيرًا نسبيًا وظلت مشكلة رواتبهم تلوح في الأفق باستمرار. لم يكن بمقدور المتمردين الديميتريينتحمل نفقات جيش كبير. وبالمقارنة، كان على ألكسندر أن يجمع القوات من مسافات بعيدة، وأن يضمن أنه ترك عددًا كافيًا من الرجال في المقاطعات الطرفية لردع الغزوات الأجنبية من الأعداء مثل الفرثيين أو الممالك الشرقية الأخرى. في الواقع، تمكن نائب ملك المرزبانيات العليا، كليومنيس، من سحق تمرد محتمل أو توغل من قبل الفرثيين بشكل حاسم في صيف 148 قبل الميلاد، وقد خُلد انتصاره بإقامة تمثال نصر لهيراكليس عند ممر بيستون.